# Santeri Hostikka
Santeri Hostikka (Järvenpää, Finlandia, 30 de septiembre de 1997) es un futbolista finlandés. Su posición es la de delantero y su club es el HJK Helsinki de la Veikkausliiga de Finlandia.

## Trayectoria

### HJK Helsinki
El 8 de abril de 2021 se hizo oficial su llegada al HJK Helsinki firmando un contrato hasta 2022.

## Estadísticas

### Clubes
Actualizado al último partido jugado el 27 de junio de 2023.
| PKKU · Finlandia | 3.ª           | 2014          | 4   | 1  | -  | - | -  | - | 4   | 1  | 0,25 |
| PKKU · Finlandia | 3.ª           | 2015          | 24  | 4  | 2  | 0 | -  | - | 26  | 4  | 0,15 |
| PKKU · Finlandia | Total         | Total         | 28  | 5  | 2  | 0 | 0  | 0 | 30  | 5  | 0,17 |
| FC Lahti · Finlandia | 2.ª           | 2016          | 29  | 4  | 7  | 2 | -  | - | 36  | 6  | 0,17 |
| FC Lahti · Finlandia | 2.ª           | 2017          | 30  | 3  | 4  | 1 | -  | - | 34  | 4  | 0,12 |
| FC Lahti · Finlandia | 2.ª           | 2018          | 28  | 4  | 6  | 2 | 2  | 0 | 36  | 6  | 0,17 |
| FC Lahti · Finlandia | Total         | Total         | 87  | 11 | 17 | 5 | 2  | 0 | 106 | 16 | 0,15 |
| Pogoń Szczecin · Polonia | 1.ª           | 2018-19       | 8   | 0  | -  | - | -  | - | 8   | 0  | 0    |
| Pogoń Szczecin · Polonia | 1.ª           | 2019-20       | 27  | 1  | -  | - | -  | - | 27  | 1  | 0,04 |
| Pogoń Szczecin · Polonia | 1.ª           | 2020-21       | 12  | 0  | 2  | 0 | -  | - | 14  | 0  | 0    |
| Pogoń Szczecin · Polonia | Total         | Total         | 47  | 1  | 2  | 0 | 0  | 0 | 49  | 1  | 0,02 |
| HJK Helsinki · Finlandia | 1.ª           | 2021          | 10  | 1  | -  | - | 7  | 0 | 17  | 1  | 0,06 |
| HJK Helsinki · Finlandia | 1.ª           | 2022          | 20  | 2  | 3  | 0 | 13 | 1 | 36  | 3  | 0,08 |
| HJK Helsinki · Finlandia | 1.ª           | 2023          | 9   | 1  | 4  | 0 | -  | - | 13  | 1  | 0,08 |
| HJK Helsinki · Finlandia | Total         | Total         | 39  | 4  | 7  | 0 | 20 | 1 | 66  | 5  | 0,08 |
| Total carrera | Total carrera | Total carrera | 201 | 21 | 28 | 5 | 22 | 1 | 251 | 27 | 0,11 |
| (1) Incluye datos de Copa de Finlandia y Copa de Polonia. (2) Incluye datos de Liga Europa de la UEFA y Liga Europa Conferencia de la UEFA. (3) No incluye goles en partidos amistosos. |               |               |     |    |    |   |    |   |     |    |      |

### Selección de Finlandia
Actualizado al último partido jugado el 12 de enero de 2023.
| Selección            | Año   | Eliminatorias | Eliminatorias | Eliminatorias | Continental | Continental | Continental | Mundial | Mundial | Mundial | Amistosos | Amistosos | Amistosos | Total | Total | Total  | Media goleadora |
| Selección            | Año   | Part.         | Goles         | Asist.        | Part.       | Goles       | Asist.      | Part.   | Goles   | Asist.  | Part.     | Goles     | Asist.    | Part. | Goles | Asist. | Media goleadora |
| -------------------- | ----- | ------------- | ------------- | ------------- | ----------- | ----------- | ----------- | ------- | ------- | ------- | --------- | --------- | --------- | ----- | ----- | ------ | --------------- |
| Absoluta · Finlandia |       |               |               |               |             |             |             |         |         |         |           |           |           |       |       |        |                 |
| 2021                 | —     | —             | —             | —             | —           | —           | —           | —       | —       | 1       | 0         | 0         | 1         | 0     | 0     | 0      |                 |
| 2022                 | —     | —             | —             | 1             | 0           | 0           | —           | —       | —       | 2       | 0         | 0         | 3         | 0     | 0     | 0      |                 |
| 2023                 | —     | —             | —             | —             | —           | —           | —           | —       | —       | 2       | 0         | 0         | 2         | 0     | 0     | 0      |                 |
| Total                | 0     | 0             | 0             | 1             | 0           | 0           | 0           | 0       | 0       | 5       | 0         | 0         | 6         | 0     | 0     | 0      |                 |
| Total                | Total | 0             | 0             | 0             | 1           | 0           | 0           | 0       | 0       | 0       | 5         | 0         | 0         | 6     | 0     | 0      | 0               |
| 1. 2.                |       |               |               |               |             |             |             |         |         |         |           |           |           |       |       |        |                 |

#### Partidos internacionales
| Detalle de partidos internacionales | Detalle de partidos internacionales | Detalle de partidos internacionales               | Detalle de partidos internacionales | Detalle de partidos internacionales | Detalle de partidos internacionales | Detalle de partidos internacionales | Detalle de partidos internacionales | Detalle de partidos internacionales |
| N.º                                 | Fecha                               | Estadio                                           | Rival                               | Resultado                           | Goles                               | Asist.                              | Competición                         | Ref.                                |
| Selección absoluta                  | Selección absoluta                  | Selección absoluta                                | Selección absoluta                  | Selección absoluta                  | Selección absoluta                  | Selección absoluta                  | Selección absoluta                  | Selección absoluta                  |
| ----------------------------------- | ----------------------------------- | ------------------------------------------------- | ----------------------------------- | ----------------------------------- | ----------------------------------- | ----------------------------------- | ----------------------------------- | ----------------------------------- |
| 1.                                  | 1 de septiembre de 2021             | Estadio Olímpico de Helsinki, Helsinki, Finlandia | Gales                               | 0:0                                 |                                     |                                     | Amistoso                            |                                     |
| 2.                                  | 29 de marzo de 2022                 | Estadio Enrique Roca, Murcia, España              | Eslovaquia                          | 0:2                                 |                                     |                                     | Amistoso                            |                                     |
| 3.                                  | 26 de septiembre de 2022            | Estadio Pod Goricom, Podgorica, Montenegro        | Montenegro                          | 0:2                                 |                                     |                                     | Liga de Naciones de la UEFA 2022-23 |                                     |
| 4.                                  | 17 de noviembre de 2023             | Toše Proeski Arena, Skopie, Macedonia del Norte   | Macedonia del Norte                 | 1:1                                 |                                     |                                     | Amistoso                            |                                     |
| 5.                                  | 9 de enero de 2023                  | Estadio Algarve, Faro, Portugal                   | Suecia                              | 2:0                                 |                                     |                                     | Amistoso                            |                                     |
| 6.                                  | 12 de enero de 2023                 | Estádio da Nora, Ferreiras, Portugal              | Estonia                             | 0:1                                 |                                     |                                     | Amistoso                            |                                     |

## Palmarés

### Campeonatos nacionales
| Título          | Club         | País      | Año  |
| --------------- | ------------ | --------- | ---- |
| Copa de la Liga | FC Lahti     | Finlandia | 2016 |
| Veikkausliiga   | HJK Helsinki | Finlandia | 2021 |
| Veikkausliiga   | HJK Helsinki | Finlandia | 2022 |
| Copa de la Liga | HJK Helsinki | Finlandia | 2023 |
| Veikkausliiga   | HJK Helsinki | Finlandia | 2023 |